# Alexandra Henao
Alexandra Henao es una directora de fotografía venezolana y colombiana. Henao estudió en la Escuela Nacional de Cine y Televisión en el Reino Unido.
En 2011 fue la directora de fotografía de El Ruido de las Piedras, la cual fue seleccionada como la entrada venezolana para la la categoría de mejor película internacional de los Premios Óscar. En los 28.º Premios Goya en 2014, la película Azul y No Tan Rosa en la que trabajó fue galardonada en la categoría de mejor película iberoamericana.

## Filmografía
- Dirección Opuesta
- La Noche De Las Dos Lunas (2018)
- Azul y No Tan Rosa (2013)
- Buenos, Bellas y Democráticos - El Bueno, El Bonito y el Democrático (corto) (2012) (escrito y dirigido)
- Er relajo der Loro (2012)
- Entre Sombras y Murmullos (documentales) (2011)
- Debaixo d'água (Corto)
- El rumor de las piedras (2011)
- Cortos Interruptus (2011)
- La uva (Corto) (2009) (dirigido)
- Puras joyitas (2007)
- La librería (Corto) (2007)
- La tarea (Corto) (2007)
- Atenea y Afrodita (corto) (2005)
- El chancecito (Corto) (2004)
- La tranca (Documental) (2004)
- I Nocturno (corto) (2003)
- 900 pánico (corto) (2003)